# Квефьорд
Квефьорд (норв. Kvæfjord) — коммуна в губернии Тромс в Норвегии. Административный центр коммуны — город Боркенес. Официальный язык коммуны — нейтральный. Население коммуны на 2007 год составляло 3036 чел. Площадь коммуны Квефьорд — 512,7 км², код-идентификатор — 1911.

## История населения коммуны
Население коммуны за последние 60 лет.

Статистика коммуны Квефьорд